# Некрасовка (Дагестан)
Некрасовка — село в Кизлярском районе Дагестана. Входит в состав Кардоновского сельского совета.

## Географическое положение
Населённый пункт расположен, на левом берегу реки Кардоновка, в 12 км к востоку от центра сельского поселения — Кардоновка и в 19 км к востоку от города Кизляр.

## История
Основано в 1932 году казаками-некрасовцами, так называемые «Дунаки», переселенцами-староверами из Румынии. В тот году ими по рукаву Кордонка было основано 5 хуторов: Некрасовка, Новая Надежда, Турецкий, Кордоновка № 1 и Кордоновка № 2. В 1939 году хутор Некрасовка входил в состав Кутанаульского сельсовета Бабаюртовского района и являлся центральным отделением колхоза имени Фрунзе. На основании постановления СНК ДАССР от 14 августа 1939 г. «О сселении хуторских населённых пунктов колхозов Бабаюртовского района в их основные населённые пункты» все население хуторов Турецкий (12 хозяйств, 46 человек), Кордоновка № 1 (6 хозяйств, 24 человека) и Кордоновка № 2 (16 хозяйств, 50 человек) было переселено на центральную усадьбу колхоза в село Некрасовка.

## Население
| 1939 | 1970 | 1989 | 2002 | 2006 | 2009 | 2010 |
| ---- | ---- | ---- | ---- | ---- | ---- | ---- |
| 254  | ↗568 | ↘466 | ↗593 | ↘583 | ↗603 | ↗686 |
| 2021 |      |      |      |      |      |      |
| ↘594 |      |      |      |      |      |      |

Национальный состав
По данным Всероссийской переписи населения 2010 года:
| № | Национальность | Численность, чел. | Доля   |
| - | -------------- | ----------------- | ------ |
| 1 | даргинцы       | 457               | 66,7 % |
| 2 | русские        | 123               | 17,9 % |
| 3 | аварцы         | 59                | 8,6 %  |
| 4 | лакцы          | 30                | 4,4 %  |
| 5 | лезгины        | 12                | 1,7 %  |
| 6 | другие         | 5                 | 0,7 %  |

По данным Всероссийской переписи населения 2010 года, в селе проживало 686 человек (341 мужчин и 345 женщины).

## Религия
В селе зарегистрирована единственная старообрядческая община Дагестана,.

## Экономика
В советский период село было одним из отделений (животноводческое) совхоза «Красный Восход». В настоящее время в селе действует несколько крестьянско-фермерских хозяйств.